# Борђано (Мачерата)
Борђано (итал. Borgiano) насеље је у Италији у округу Мачерата, региону Марке.
Према процени из 2011. у насељу је живело 66 становника. Насеље се налази на надморској висини од 414 м.